# 瘤角真亮羽水蚤
瘤角真亮羽水蚤（学名：Euaugaptilus nodifrons）为亮羽水蚤科真亮羽水蚤屬下的一个种。